# Ami Boué
Ami Boué (Hamburg, 1794. március 16. – Bécs, 1881. november 22.) francia-osztrák geológus.

## Élete
Egy gazdag, Franciaországból a nantes-i ediktum visszavonása után kivándorolt család sarjadéka. Tanult Hamburgban, majd Genfben, Párizsban, Edinburghban és Berlinben. 1812-től 1839-ig beutazta Skóciát, Angliát, Írországot, Franciaországot, Svájcot, Németországot és az akkor még geológiai szempontból kevéssé ismert Törökországot, melynek területe kedves tanulmány tárgyává lett számára. Főmunkája is Törökország történelmi, földrajzi, etnográfiai, geológiai stb. viszonyaival foglalkozik: La Turquie d'Europe, Párizs, 1840, 4 kötet. Ebből külön kiadásában megjelent a geológiai rész Esquisse géologique de la Turquie d'Edurope címen ugyanott 1840-ben. Sokáig élt Párizsban, ahol a geológiai társaság titkára, majd elnöke volt. 1848-ban Bécsbe költözött, ahol a tudományos akadémiának is tagjává lett. Geológiai és földrajzi kutatásaink eredményeit több mint 209 műben, térképben és értekezésben rakta le, melyek részint önállóan, részint folyóiratokban jelentek meg. Említett munkáján kivül nevezetesebbek: Essai géologique sur l'Écosse (Párizs, 1820), Geognostisches Gemälde von Deutschland (kiadta Leonhard, Frankf. 1829), Mémoires géologiques et paléontologiques (Párizs, 1832-ben), Guide du géologue-voyageur (uo. 1836), Recueil d'itinéraires dans la Turquie d'Europe (Bécs, 1850, 2 kötet). Vagyonának tetemes részét a bécsi tudományos akadémiára hagyta, mely ezen «Boué alapítvány» kamatjait jelesebb művek kiadására fordította. 1889-ben Boué saját művét fordította le németre: Die europäische Türkei (Bécs, 2 kötet, 1889).